# Tresor
Pour les articles homonymes, voir Trésor (homonymie).
 (novembre 2020).
Si vous disposez d'ouvrages ou d'articles de référence ou si vous connaissez des sites web de qualité traitant du thème abordé ici, merci de compléter l'article en donnant les références utiles à sa vérifiabilité et en les liant à la section « Notes et références ».
 (avril 2025).
 (novembre 2020).
- Si vous ne connaissez pas le sujet, laissez ce bandeau (vous pouvez alors contacter les auteurs).
- Si vous supprimez le contenu mis en cause (vous pouvez préalablement contacter les auteurs),

argumentez précisément cette suppression dans la page de discussion
(un manque de référence n'est pas un argument ; une recherche réelle de référence doit avoir été effectuée, être formellement documentée).
Le Tresor est une discothèque allemande spécialisée dans la musique électronique. Il fait partie des clubs techno les plus connus au monde. Le Tresor ouvre ses portes en 1991. Il est d'abord situé au 126-128 de la Leipziger Straße à Berlin, puis déménage dans une ancienne centrale thermique du quartier de Berlin-Mitte en 2007. De nombreux DJ s'y sont produits et certains y ont débuté leur carrière. Grâce aux événements organisés et à la création de son propre label Tresor Records, le club a eu une influence sur le développement de la scène techno en Allemagne et en Europe. Les deux ont été fondés et sont dirigés par Dimitri Hegemann.

## Histoire

### 1991–2005
À la recherche d'un local pour y installer un club de techno, Achim Kohlenberger, un des gérants d'Ufo (club d'acid house de Berlin-Ouest) et Johnnie Stieler, un organisateur de Tekknozid ont découvert en 1991 la salle des coffres d'un ancien magasin Wertheim. Datant de 1926, celui-ci était situé près de la Leipziger Platz. Au moment de leur découverte, le local n'était pas aménagé : il n'y avait ni eau, ni électricité. Cependant, cela n'a pas perturbé Achim et Johnnie qui voyaient en ce lieu un énorme potentiel pour monter leur club.
Le club fut nommé par rapport à son emplacement, le mot allemand Tresor se traduit en français par coffre-fort. Il ouvrit ses portes trois mois après sa découverte, en mars 1991. Le premier club techno de Berlin connut alors une notoriété internationale et devint l'emblème des clubs technos. Le club de la Leipziger Straße devait son succès à son aménagement minimaliste et aux centaines de coffres fracturés qui constituaient sa seule décoration, ainsi qu'à sa musique entêtante et métallique.
Les DJ les plus importants à s'y être produits sont entre autres Tanith, Jonzon, Rok, Roland 138 BPM, Terrible, DJ Clé, Mitja Prinz, Surgeon, Wolle XDP, Dash, Dry, DJ Crime, Wimpy, Zky et Djoker Daan. Le Tresor est devenu une plaque tournante du mouvement techno international. Les DJ de Détroit comme Jeff Mills, Juan Atkins, Blake Baxter, Robert Hood, Kevin Saunderson, DJ Rolando et Kenny Larkin se sont très souvent produits au Tresor. C'est ainsi que l'identité sonore du Tresor, très influencée par la techno de Détroit, s'est développée à l'étage inférieur, dans la vraie salle des coffres (aussi appelée Die Kammer). D'autres DJ du monde entier ont contribué à la sonorité caractéristique du club, à savoir Cristian Vogel, Joey Beltram, Neil Landstrumm et Dave Tarrida.
L'événement « Tresor-Park » avec Sven Väth se déroula pendant la Love Parade. 
Au milieu des années 1990 émerge le projet de construction d'un Tresor West dans le quartier de Werl. Cependant, en raison des protestations des habitants, la municipalité en empêche la réalisation.
Le Tresor échappe à plusieurs reprises à la fermeture et de nombreuses rumeurs circulent alors. À l'époque de la RDA, le terrain à proximité de la Potsdamer Platz, et donc du mur, avait été évacué, mais il redevient attractif après la réunification. D'entrée de jeu, les gérants du club ne peuvent obtenir que des contrats à très court terme. 
À la suite de désaccords avec les autorités et plus particulièrement à un raid mené par la police berlinoise en septembre 2003, au cours duquel plusieurs personnes en possession de substances illicites furent arrêtées, le Tresor doit fermer ses portes en avril 2005, la mairie n’ayant pas renouvelé le bail.
Les gérants prévoyaient au début de faire déplacer le local entier du Tresor à un autre endroit et de le rouvrir là-bas. Cependant, ce projet ne se concrétise pas. La démolition du Tresor et des autres bâtiments du magasin Wertheim a lieu à la fin du mois de mai 2005. Le terrain est désormais occupé par des immeubles de bureaux.
À partir de juillet 2005, le Tresor organise des soirées « Tresor en exil » dans les locaux des clubs Maria am Ostbahnhof ou SO36.

### Depuis 2007

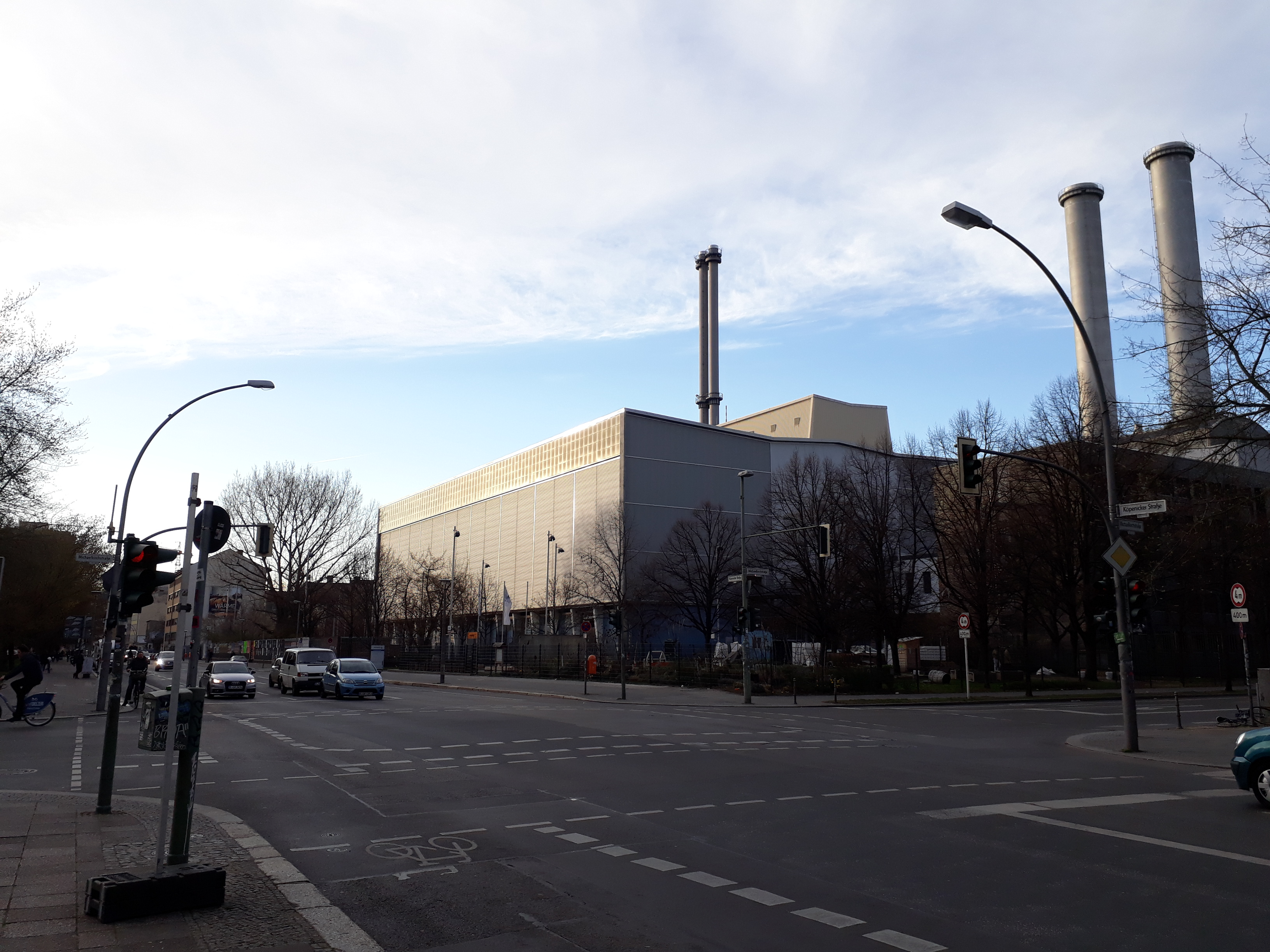
Bâtiment de l'ancienne centrale thermique (Heizkraftwerk) accueillant le Tresor (2019).

Le 25 mai 2007, le club ouvre ses portes dans ses nouveaux locaux, à savoir l'ancienne centrale thermique de la Köpenicker Straße dans le quartier de Mitte, à quelques centaines de mètres du Kitkatclub. Depuis, des soirées y sont organisées le lundi, le mercredi, le jeudi, le vendredi et le samedi. Une partie des coffres originaux du vieux magasin de Wertheim est amenée dans les nouveaux locaux et installée au sous-sol, de façon à préserver le souvenir de l'ancien club. Le biopic Joschka et Monsieur Fischer a en partie été tourné dans les locaux du club. 

## Aménagement
Le club dispose de plusieurs salles. À l'étage se trouve une grande piste toute en longueur, le Globus. On y passe surtout de la house. Les jeux de lumière créent une atmosphère chaleureuse et typique d'une discothèque. Au rez-de-chaussée on trouve aussi l'Aurora Bar, une petite salle dotée de son propre bar, où des DJ se produisent.
Pour accéder au sous-sol, il faut traverser le Globus et emprunter un vieil escalier rustique. En bas, il y a une cave voûtée basse de plafond, dans laquelle se trouve une salle étroite, toute en longueur, dotée d'un grand comptoir. On peut encore voir les vieux coffres du magasin Wertheim encastrés dans le mur. À droite des escaliers, la voûte de la cave s'arrête dans la vraie salle des coffres, séparée du bar par une grille en acier. Des soirées gabber y sont souvent organisées. Les jeux de lumière y sont minimalistes et éclairent peu : il y a seulement des stroboscopes et une lumière bleue, auxquels s'ajoute une fumée épaisse.
De l'autre côté de la salle des coffres, le bar s'arrête près d'un autre escalier menant à l'extérieur, dans le Tuna Garden, où il y a beaucoup de végétation, d'arbres et d'endroits où s'asseoir. Cet endroit est éclairé et sert en été de coin chill-out ou encore de lieu supplémentaire pour des sets de DJ ou de live acts. On accède aussi au Tuna Garden par le rez-de-chaussée. En hiver, le jardin et les escaliers sont inaccessibles.
Mi-2001, le Globus est agrandi et rénové. On y ajoute également des installations vidéo. Parmi les décorations connues du Tresor, on trouve la gigantesque lampe plasma à l'entrée du Globus, les vieux barreaux semblables à ceux d'un cachot, les coffres fracturés au sous-sol, dans la salle des coffres, ainsi que la scène en bois du Globus, dédiée aux live acts ou à la dance.

## Médias
En 2004, le documentaire de Mike Andrawis « The Vault and the Electronic Frontier » retrace l'histoire du Tresor. Il est projeté pour la première fois le 16 avril 2005 dans le cadre du festival Achtung Berlin !.
Dans le cadre de ce même festival, le documentaire Sub-Berlin Underground United est projeté au cinéma Babylon. Lors de sa première mondiale au festival Portobello à Londres, le documentaire est récompensé dans la catégorie « meilleure musique de film ». Le film de Tilmann Künzel raconte à la fois l'histoire du Tresor et l'évolution de la techno, de ses origines underground jusqu'à sa popularisation. On y découvre des images inédites du club, des interviews des DJ et de ceux qui travaillent avec Dimitri Hegemann, ainsi qu'une interview de Patrick Reich, le gérant de l'entreprise qui avait acheté du terrain pour y construire des bureaux. Le documentaire et le livre du même nom Wir werden immer weitergehen de George Lindt, retracent l'histoire du Tresor et la vie du fondateur et manageur culturel Dimitri Hegemann. Dans le livre sur le documentaire, on trouve des photos inédites des divers pionniers du club à l'époque de sa fondation.
On trouve par ailleurs sur diverses plateformes et sur des forums de nombreux enregistrements vidéo et audio, dont un reportage de la télévision japonaise sur la fermeture du club en 2005, et des DJ-Sets en format MP3.
Le Tresor sert de décor pour le film Urban Explorer en 2011, le club sert d'entrée au souterrain de la ville[réf. nécessaire]. En 2015, le Tresor apparaît dans le top 100 des meilleurs clubs du monde établi par le magazine britannique DJ magazine, aux côtés du Berghain et du Watergate, deux autres clubs berlinois. Il est classé 87e.

## Tresor Records
Le label Tresor Records est fondé par Dimitri Hegemann en septembre 1991. Il a soutenu de grandes figures de la scène techno internationale.
| Numéro catalogue | Artiste                                        | Titre                                          | Année |
| ---------------- | ---------------------------------------------- | ---------------------------------------------- | ----- |
| Tresor 1         | X-101                                          | X-101 (CD LP)                                  |       |
| Tresor 2         | Blake Baxter                                   | Dream Sequence (CD 12")                        |       |
| Tresor 3         | Eddy Flashin Fowlkes & 3MB                     | 3MB Featuring Eddie 'Flashin' Fowlkes (Album)  | 1992  |
| Tresor 4         | X-102                                          | Discovers The Rings Of Saturn (Album)          | 1992  |
| Tresor 5         | Ingator II                                     | Skyscratch (Mano Mano) (Single)                | 1992  |
| Tresor 6         | 3 Phase Featuring Dr Motte                     | Der Klang Der Familie (Maxi)                   | 1992  |
| Tresor 7         | Blake Baxter & Eddie Fowlkes                   | The Project (Album)                            | 1992  |
| Tresor 8         | 3MB Feat. Eddie « Flashin » Fowlkes            | Technosoul (Album)                             | 1993  |
| Tresor 9         | X-103                                          | Thera EP (12", EP)                             |       |
| Tresor 9         | 3MB Feat. Magic Juan Atkins                    | 3MB Feat. Magic Juan Atkins (Album)            | 1992  |
| Tresor 10        | X-103                                          | Thera EP (12", EP)                             | 1993  |
| Tresor 11        | Jeff Mills                                     | Waveform Transmission Vol. 1 (Album)           | 1992  |
| Tresor 12        | X-103                                          | Atlantis (Album)                               | 1993  |
| Tresor 12        | 3MB Feat. Magic Juan Atkins                    | 3MB Feat. Magic Juan Atkins (2x12", Album, RM) |       |
| Tresor 13        | Compilation                                    | Detroit Techno Soul EP (12", EP)               | 1993  |
| Tresor 14        | Compilation                                    | Detroit Techno Soul Compilation (CD)           | 1993  |
| Tresor 15        | Tomi D.                                        | You Are An Angel / B Basic (12")               | 1993  |
| Tresor 16        | System 01 Featuring Laurent Garnier, Dr. Motte | Mind Sensations (Maxi)                         | 1994  |
| Tresor 17        | The Vision                                     | Waveform Transmission Vol. 2 (Album)           | 1993  |
| Tresor 18        | TV Victor                                      | Trancegarden 1-3 (triple album CD)             | 1994  |
| Tresor 19        | 3phase                                         | Straight Road (Album)                          | 1994  |
| Tresor 20        | 3phase                                         | Schlangenfarm (Album)                          | 1992  |
| Tresor 21        | Piers Headley                                  | Music For Toilets (CD, Album)                  | 1993  |
| Tresor 22        | Cristian Vogel                                 | Absolute Time (Album)                          | 1995  |
| Tresor 23        | Jeff Mills                                     | The Extremist                                  | 1994  |
| Tresor 25        | Jeff Mills                                     | Waveform Transmission Vol. 3 (Album)           | 1994  |
| Tresor 26        | System 01 Featuring Sun Electric               | Take My Soul (Maxi)                            | 1994  |
| Tresor 27        | Robert Hood                                    | Internal Empire (Album)                        | 1994  |
| Tresor 028       | Compilation                                    | Tresor. Atmospheres (fichier MP3)              | 2006  |
| Tresor 28        | System 01                                      | Drugs Work (Album)                             | 1994  |
| Tresor 29        | Dream Sequence feat. Blake Baxter              | Endless Reflection (Album)                     | 1995  |
| Tresor 30        | Bam Bam                                        | Best Of Westbrook Classics (Comp)              | 1995  |
| Tresor 31        | Dream Sequence feat. Blake Baxter              | Endless Reflection (2xLP, W/Lbl, Promo)        | 1995  |
| Tresor 31        | Blake Baxter                                   | Reach Out                                      | 1995  |
| Tresor 32        | Robert Hood                                    | Master Builder (Maxi)                          | 1995  |
| Tresor 33        | Joey Beltram                                   | Game Form (Maxi)                               | 1995  |
| Tresor 34        | Joey Beltram                                   | Places (Album, EP)                             | 1995  |
| Tresor 35        | Compilation                                    | Sirius - A Tresor Compilation (Comp)           | 1995  |
| Tresor 36        | Compilation                                    | Magic Tracks Featuring Juan Atkins (12", Comp) | 1995  |
| Tresor 37        | Gagarin Kongress                               | Astralleib                                     | 1995  |
| Tresor 38        | Blake Baxter                                   | Energizer                                      | 1996  |
| Tresor 39        | Vigipirate                                     | Boom EP (12", EP)                              | 1995  |
| Tresor 40        | Joey Beltram                                   | Instant (Maxi)                                 | 1996  |
| Tresor 41        | Bam Bam                                        | The Strong Survive (Maxi)                      | 1996  |
| Tresor 42        | Bam Bam                                        | The Strong Survive (Album)                     | 1996  |
| Tresor 43        | Compilation                                    | 313 (Comp)                                     | 1996  |
| Tresor 44        | Cristian Vogel                                 | Bite & Scratch                                 | 1996  |
| Tresor 45        | Cristian Vogel                                 | Body Mapping (Album)                           | 1996  |
| Tresor 46        | Renee                                          | When I Dream (12")                             | 1996  |
| Tresor 47        | Eddie Flashin Fowlkes                          | Groovin / C.B.R                                | 1996  |
| Tresor 48        | Infiniti                                       | The Infiniti Collection (Compilation)          | 1996  |
| Tresor 49        | Eddie Flashin Fowlkes                          | Black Technosoul (CD, Album)                   | 1996  |
| Tresor 50        | Joey Beltram                                   | Metro                                          |       |

## Affiliation à des associations
Le Tresor est membre du réseau coopératif Berlin Music Commission.